# 朱益生
朱益生（1999年10月1日—） ，為台灣棒球選手，曾效力於中華職棒富邦悍將，守備位置為投手。於2019年季中選秀會中被富邦悍將以第二輪第九指名選進。
2020年季末進行韌帶重建手術，但復出後狀況仍然不盡理想，因此於2023年季末遭到釋出，生涯無一軍出賽記錄。

## 經歷
- 桃園市東安國小
- 桃園市百吉國小
- 桃園市仁善國小少棒隊
- 桃園市立新明國民中學青少棒隊
- 桃園市立平鎮高級中等學校青棒隊
- 臺北市立大學棒球隊
- 中華職棒富邦悍將（2019年－2023年）

## 外部連結
- 朱益生在台灣棒球維基館上的頁面（繁體中文）
- 朱益生在中華職棒官網